# Велики Преслав (община)
Община Велики Преслав е разположена в Североизточна България и е една от съставните общини на област Шумен.

## География

### Географско положение, граници, големина
Общината е разположена в югозападната част на област Шумен. С площта си от 277,626 km2 е 7-а по големина сред 10-те общините на областта, което съставлява 8,19% от територията на областта. Границите ѝ са следните:
- на север и изток – община Шумен;
- на югоизток – община Смядово;
- на юг – община Върбица;
- на запад – община Търговище, област Търговище.

### Природни ресурси

#### Релеф
Релефът на общината е равнинен, хълмист и ниско планински, като територията ѝ попада в южните части на Източната Дунавска равнина и северни части на Източния Предбалкан.
В северните, североизточните и източните части на община Велики Преслав се простират съответно югозападните и северозападните части на Шуменското поле и Смадовското поле. В най-източната част на общината, източно от село Златар е разположена „опашката“ на малкия язовир „Кълново“ и в него се намира минималната височина от 73 m н.в. на община Велики Преслав. В най-северната част на общината, на границата с община Шумен попада южната част на Шуменското плато. На границата с община Шумен е разположена най-високата му точка връх Търнов дял (Търнов табия, 501,9 m).
По югозападните периферии на двете полета преминава условната граница между Източната Дунавска равнина и Източния Предбалкан. На запад и северозапад от пролома на река Голяма Камчия в пределите на общината попадат част от северните склонове на Преславска планина. В нея, на границата с община Върбица се издига най-високата ѝ точка – връх Голяма Въшкадалница 723,4 m, която е и най-високата точка на общината. Югоизточно от пролома на територията на община Велики Преслав е разположена северозападната, най-висока част на Драгоевска планина, която също е част от Източния Предбалкан. Най-високата ѝ точка връх Отъка 608,7 m е разположен на около 3 Km югозападно от село Драгоево.

#### Води, климат, полезни изкопаеми
Основна водна артерия на общината е река Голяма Камчия, която протича през нея от югозапад на североизток с част от средното си течение. Реката навлиза на територията на община Велики Преслав 2 km след като изтече от големия язовир Тича и протича в дълбока проломна долина между Преславска планина на северозапад и Драгоевска планина на югоизток. Южно от град Велики Преслав излиза от пролома и навлиза в югозападната част на Шуменското поле. Минава последователно покрай град Велики Преслав и село Миланово, югозападно от село Хан Крум завива на изток и напуска пределите на общината. На територията на общината река Голяма Камчия получава отляво най-големия си приток река Врана, която протича през нея с най-долното си течение.
Климатът е умерено-континентален. Средногодишната температура е между 9 °C и 11,5 °C. Средногодишните валежи са 650 mm.
Община Велики Преслав е бедна на полезни изкопаеми. На територията ѝ се експлоатират две находища на варовик – край селата Драгоево и Троица.

### Населени места
Общината се състои от 12 населени места. Списък на населените места, подредени по азбучен ред, население и площ на землищата им:
| Населено място | Пребр. на населението през 2021 г. | Площ на землището (в км2) | Забележка (старо име)                   | Населено място | Пребр. на населението през 2021 г. | Площ на землището (в км2) | Забележка (старо име) |
| Велики Преслав | 5945                               | 76,763                    | Ески Станбул, Ески Истанбуллук, Преслав | Мокреш         | 259                                | 3,897                     | Карамихца, Маркиш     |
| Драгоево       | 728                                | 51,119                    |                                         | Мостич         | 138                                | 4,776                     | Махмуд кьой, Алусиян  |
| Златар         | 728                                | 38,370                    |                                         | Осмар          | 294                                | 19,842                    |                       |
| Имренчево      | 215                                | 20,852                    |                                         | Суха река      | 70                                 | 8,562                     |                       |
| Кочово         | 533                                | 27,546                    | Катошева                                | Троица         | 613                                | 14,757                    |                       |
| Миланово       | 542                                | 5,379                     | Вели бей, Владимировци                  | Хан Крум       | 359                                | 5,763                     | Чаталар, Цар Крум     |

## Административно-териториални промени
- Указ № 1071/обн. 10 декември 1883 г. – признава с. Преслав за гр. Преслав;
- Указ № 633/обн. 25 декември 1895 г. – преименува с. Бешевлие на с. Кирилово;
- Указ № 519/обн. 30 ноември 1899 г. – преименува с. Чаталар (Чатали) на с. Цар Крум;
- МЗ № 3775/обн. 7 декември 1934 г. – преименува с. Вели бей на с. Владимирци;

– преименува с. Карамихца на с. Мокреш;
– преименува с. Махмуд кьой (Махмудово) на с. Алусиян;
- МЗ № 5997/обн. 3 декември 1943 г. – преименува с. Мокреш на с. Маркиш;
- МЗ № 1190/обн. 25 март 1947 г. – преименува с. Кирилово на с. Кирково;
- Указ № 141/обн. 25 март 1950 г. – преименува с. Владимирци на с. Миланово;
- Указ № 960/обн. 4 януари 1966 г. – възстановява старото име на с. Маркиш на с. Мокреш;
- Указ № 174/обн. 7 март 1968 г. – преименува с. Алусиян на с. Мостич;
- Указ № 757/обн. 8 май 1971 г. – заличава с. Кирково и го присъединява като квартал на гр. Преслав;
- Указ № 1125/обн. 2 август 1977 г. – преименува с. Цар Крум на с. Хан Крум;
- Указ № 206/обн. 17 септември 1993 г. – преименува гр. Преслав на гр. Велики Преслав.

## Население
Численост на населението според преброяванията през годините:
| Година на преброяване | Численост |
| 1934                  | 17 253    |
| 1946                  | 17 026    |
| 1956                  | 17 989    |
| 1965                  | 21 092    |
| 1975                  | 21 565    |
| 1985                  | 20 028    |
| 1992                  | 17 682    |
| 2001                  | 16 276    |
| 2011                  | 13 382    |
| 2021                  | 10 424    |

### Етнически състав
Преброяване на населението през 2011 г.
Численост и дял на етническите групи според преброяването на населението през 2011 г., по населени места (подредени по численост на населението):
| Населено място | Численост | Численост | Численост | Численост | Численост | Численост           | Численост     | Населено място | Дял (в %) | Дял (в %) | Дял (в %) | Дял (в %) | Дял (в %)           | Дял (в %)     |
| Населено място | Общо      | Българи   | Турци     | Цигани    | Други     | Не се самоопределят | Не отговорили | Населено място | Българи   | Турци     | Цигани    | Други     | Не се самоопределят | Не отговорили |
| Общо           | 13 382    | 7936      | 3078      | 943       | 157       | 98                  | 1170          | 100.00         | 59.30     | 23.00     | 7.04      | 1.17      | 0.73                | 8.74          |
| -------------- | --------- | --------- | --------- | --------- | --------- | ------------------- | ------------- | -------------- | --------- | --------- | --------- | --------- | ------------------- | ------------- |
| Велики Преслав | 7694      | 5190      | 1004      | 593       | 31        | 58                  | 818           | Велики Преслав | 67.45     | 13.04     | 7.70      | 0.40      | 0.75                | 10.63         |
| Златар         | 1032      | 397       | 303       | 294       |           |                     | 29            | Златар         | 38.46     | 29.36     | 28.48     |           |                     | 2.81          |
| Драгоево       | 860       | 789       | 4         | 5         | 6         | 5                   | 51            | Драгоево       | 91.74     | 0.46      | 0.58      | 0.69      | 0.58                | 5.93          |
| Троица         | 755       | 344       | 397       |           |           |                     | 5             | Троица         | 45.56     | 52.58     |           |           |                     | 0.66          |
| Кочово         | 688       | 289       | 256       |           | 3         |                     | 134           | Кочово         | 42.00     | 37.20     |           | 0.43      |                     | 19.47         |
| Миланово       | 619       | 59        | 509       | 0         | 4         | 5                   | 42            | Миланово       | 9.53      | 82.22     | 0.00      | 0.64      | 0.80                | 6.78          |
| Хан Крум       | 369       | 344       | 8         |           |           |                     | 15            | Хан Крум       | 93.22     | 2.16      |           |           |                     | 4.06          |
| Имренчево      | 353       | 196       |           | 45        | 106       |                     | 0             | Имренчево      | 55.52     |           | 12.74     | 30.02     |                     | 0.00          |
| Мокреш         | 315       | 5         | 308       | 0         |           |                     | 0             | Мокреш         | 1.58      | 97.77     | 0.00      |           |                     | 0.00          |
| Осмар          | 303       | 274       | 13        |           |           |                     | 12            | Осмар          | 90.42     | 4.29      |           |           |                     | 3.96          |
| Мостич         | 298       | 18        | 254       |           |           | 8                   | 17            | Мостич         | 6.04      | 85.23     |           |           | 2.68                | 5.70          |
| Суха река      | 96        | 31        | 18        | 0         | 0         | 0                   | 47            | Суха река      | 32.29     | 18.75     | 0.00      | 0.00      | 0.00                | 48.95         |

## Политика

### Общински съвет
Състав на общинския съвет, избиран на местните избори през годините:
| Партия, коалиция или инициативен комитет                                                                               | 2003    | 2007    | 2011    | 2015    | 2019    |
| Избирателна активност по време на изборите                                                                             | 36,01 % | 58,44 % | 54,45 % | 52,06 % | 47,99 % |
| Общ брой места | 17      | 17      | 17      | 17      | 17      |
| --- | ------- | ------- | ------- | ------- | ------- |
| ГЕРБ |         | 5       | 4       | 3       | 6       |
| Коалиция „БСП за България“                                                                                             |         |         |         |         | 4       |
| Движение за права и свободи                                                                                            | 2       | 4       | 3       | 4       | 4       |
| Коалиция „Алтернатива на гражданите“                                                                                   |         |         |         |         | 2       |
| Български земеделски народен съюз                                                                                      |         |         |         |         | 1       |
| Българска социалистическа партия                                                                                       |         | 3       | 4       | 4       |         |
| Обединени земеделци |         |         | 2       | 3       |         |
| Алтернатива за българско възраждане                                                                                    |         |         |         | 2       |         |
| Реформаторски блок |         |         |         | 1       |         |
| КП „Тича“ (Българска нова демокрация, ВМРО – Българско национално движение, Новото време, Обединени демократични сили) |         |         | 2       |         |         |
| Синя коалиция (Демократи за силна България, Съюз на свободните демократи)                                              |         |         | 2       |         |         |
| Атака |         | 3       |         |         |         |
| Национално движение Симеон Втори                                                                                       | 1       | 2       |         |         |         |
| Коалиция „БСП, ПК Тракия“                                                                                              | 6       |         |         |         |         |
| Съюз на демократичните сили                                                                                            | 3       |         |         |         |         |
| Рома | 2       |         |         |         |         |
| Коалиция „Социалдемокрация за Велики Преслав“                                                                          | 1       |         |         |         |         |
| Мустафа Шабан Мехмед – Независим                                                                                       | 1       |         |         |         |         |
| Блокът на Жорж Ганчев                                                                                                  | 1       |         |         |         |         |

## Транспорт
През общината преминават два участъка от Железопътната мрежа на България с обща дължина 21 km.
- В северната част на общината, от северозапад на югоизток, на протежение от 14,1 km – участък от трасето на жп линията София – Мездра – Горна Оряховица – Шумен – Каспичан – Варна;
- На протежение от 6,9 km – цялото трасе на жп линията от село Хан Крум до град Велики Преслав.

През общината преминават частично 3 пътя от Републиканската пътна мрежа на България с обща дължина 45,7 km:
- участък от 17,5 km от Републикански път I-7 (от km 129,9 до km 147,4);
- началният участък от 9,7 km от Републикански път II-74 (от km 0 до km 9,7);
- последният участък от 18,5 km от Републикански път III-7302 (от km 6,7 до km 25,2).

## Топографски карти
- Лист от карта K-35-30. Мащаб: 1 : 100 000.